# Cafe Frei
A Cafe Frei magyar tulajdonú, saját és franchise-üzletekkel rendelkező kávézólánc. A név Frei Tamás vezetéknevéből ered, aki a vállalkozás egyik alapítója. A 2020-as évek elejére Magyarország legnagyobb, független kávéházláncává fejlődött és külföldön is terjeszkedett. Szlogenje: "A világ kedvenc kávéi". 
A vállalkozást a Cafe Frei Kft. működteti, a cég munkavállalóinak száma 175 fő (2024), árbevétele 6,1 mrd Ft, aminek nagy része belföldi értékesítésből származott, kis részben pedig más európai országokban működtetett üzletekből. Székhelye a 3170 Szécsény, Rákóczi út 73. szám alatt található. A társaság anyavállalata a Café Frei International Zrt., a Café Frei Central Europe Kft. pedig kapcsolt vállalkozásként működik.

## Története
A Cafe Frei-t Frei Tamás egykori tévés riporter és üzlettársa, a salgótarjáni Langár Tamás élelmiszeripari vállalkozó alapította, aki korábban a sütőiparban szerzett beszállítóként tapasztalatot. A cég az 1993-ban alapított NEWS Televíziós Műsorokat Készítő Bt. folytatása, amely név és tevékenységi kör módosítást követően lett Cafe Frei Kft.
Az első Cafe Frei kávézót 2007 áprilisában nyitották meg. Frei Tamás 2008-ban abbahagyta a tévés munkáit. A vállalkozásban ezt követően az új kávék és termőterületek felkutatását végezte. Frei először Kolumbiában járt ültetvényen, a kávéba ott szeretett bele. A piacra lépésükhöz az is hozzájárult, hogy a magyar árakat magasnak tartotta, meglátása szerint akkor Olaszországban maximum egy euróba került egy kávé, míg Magyarországon ugyanazt duplájáért árulták. A tévés riporteri korában is magának pörkölte a kávét, volt egy amerikai pörkölőgépe és kísérletezett a beállításokkal, kávéfajtákkal. Langár sokéves tapasztalattal rendelkezett az élelmiszeripar területén, így a vállalkozást üzleti oldalról segítette. 2007-ben a céggel 4 kávézót (Salgótarjánban a főtéren, Budapesten a Mammut, az Árkád és az Aréna bevásárlóközpontokban) üzemeltettek és 8 fő alkalmazottja volt.
2008-ban létrejött az első franchise-üzlet. Kezdetben Németországban pörkölték a szemes kávét, a szécsényi üzemükben pedig csomagolták, majd 2008-tól már a kávépörkölést is Szécsényben végezték. 2009 augusztusában szintén Szécsényben nyitották meg a kávé-tea mintaboltot és kávézót. A Szécsényben található üzemi ingatlan egy kihasználatlan épület egykori péküzem volt, ami számukra ideálisnak bizonyult. 2010-ben nyitották meg a fagyasztott pékségüzemüket és édességgyártó üzemüket. Ekkor a társaság központi raktára, valamint kávé csomagoló- és pörkölő üzeme már Szécsényben működött.
A cég 2019-ben átlépte a kétmilliárd forintos árbevételt, és a legnagyobb, független kávéházláncává nőtt. Kiépítették a cég kiskereskedelmi üzletágát, aminek köszönhetően a termékeik a Sparban és a Cserpes pékségekben is elérhetőek lettek. A 2019-ben megnyitott Budapest Liszt Ferenc nemzetközi repülőtér 2 B terminál kávézóból a repülőgépekre is rá lehet látni, de ezen egységnél a munkaerő hiánya végett Fülöp-szigetekről érkezett dolgozókat is alkalmaztak. 
2021-re már hatvan kávézó volt Magyarországon, és még hét másik országban voltak jelen. Ezen bővülés azzal is járt, hogy Szécsény belvárosában található üzem épületét méretben és kapacitásban is kinőtték. Az új üzem egy volt pulykatelepen lévő háromezer négyzetméter alapterületű épületegyüttes lett, amelyet felújítottak és átépítettek. A fejlesztés 450 millió forintból valósult meg, amihez 88 millió forint támogatást is kaptak az országgyűlési képviselő közbenjárásának köszönhetően. A Café Frei osztalékát szinte 100 százalékban visszaforgatta, ami hozzájárult a folyamatos növekedéshez és fejlesztéshez. 2021-ben a gyártóüzemeik kapacitását és technológiáját egy 1,2 milliárd forintos beruházással fejlesztették. A webshopjukat a Covid-járvány időszakában futtatták fel. A járvány viszont visszaesését is eredményezett, több kávézónak kellett bezárnia, ezért 2020 és 2021-ben együttvéve az EBITDA eredményük egymilliárd forinttal lett kevesebb az vírus előtti időszakhoz képest. A vállalat 2023-ban viszont már kétszer akkora kiskereskedelmi forgalmat ért el, mint egy évvel korábban, a kávéházi forgalom 33 százalékkal nőtt.
2024-ben több Libri könyvesboltban működő Cafe Frei kávézó helyét a Scruton kávézó vette át. Az Allee és a Mammut Bevásárlóközpontban is erre került sor, a Cafe Frei szerződéseit nem hosszabbították meg. Ezt megelőzően a Mathias Corvinus Collegium (MCC) Alapítvány leányvállalata szerte meg a Libri csoport többségi részvényeit. A debreceni Fórum bevásárlóközpontban található Libri könyvesboltból is kiköltöztek, azonban mindegyik esetben a plázákon belül maradtak és más helyeken nyitottak új egységet.  2024-re a Café Frei közepes vállalati szintre emelkedett, Magyarországon több mint 70 kávéházzal rendelkezett, külföldön továbbival tízzel.

## A vállalkozás működése
Az eredetileg kizárólag HoReCa (szállodák, éttermek és vendéglátóegységek) üzletágban tevékenykedő cég 2024-re egy közepes méretű, több szegmensre fókuszáló vállalattá nőtte ki magát. Két saját gyártóüzemmel is rendelkeznek. A nyerskávékat közvetlenül a kávéültetvényről szerzik be, három kontinens (Afrikából, Közép- és Dél-Amerikából) közel húsz országából. 
A pörkölést Szécsényben, a cég saját pörkölőüzemében manufakturális körülmények között végzik. Emellett Szécsényben saját csomagolóüzemmel is rendelkeznek. Pásztón működik a süteményeket és fagylaltokat gyártó sütőüzem, jelentős fagyasztó kapacitással. Az alapanyagok nagy részét belföldön és külföldön is közvetlenül a termelőktől vásárolják. A gasztro termékek alapanyagainak többsége belföldről származik. A cukrászati és péktermékeket készítését saját munkavállalók végzik.
A kávéházi eladásaik tíz százalékát a dohánykávéjuk teszi ki.
A tulajdonosok a saját vállalkozásuk mellett kiterjedt franchise-láncot építettek ki.
Az évi több milliárd forintos forgalom elérése és a hálózat bővülése következtében a szervezeti struktúra megváltozott. A két alapító mellé további szakembereket vettek fel, akik a napi menedzsmenti feladatokat átvették. Magyarországon a Starbucks jelenti a Cafe Frei fő konkurenciáját. A Cafe Frei Magyarország legnagyobb, magyar tulajdonú kávézólánca. Emellett a retail piacon is egyre jelentősebb szereplő. Frei Tamás elmondta, hogy már nemcsak kávézóláncként, hanem kávémárkaként is jelen vannak a piacon. A különböző (különleges ízesítésű őrölt, szemes, kapszulás és instant) termékeiket a nagyobb kereskedelmi láncokban forgalmazzák.A legfontosabb multiláncok kínálatában bekerültek. A SPAR áruházlánccal először tízféle kávé forgalmazására kötöttek szerződést. Az Aldi üzletlánccal kötött megállapodás értelmében a Barissimo by Cafe Frei kávékat kizárólagosan ott forgalmazzák. A Barissimo név eleve az Aldi saját márkás kávéja volt, de kiegészült az úh termékvonallal (Nussknacker mogyorós csokoládé és a szilvalekvárral töltött Bella gőzgombóc). Ezen kívül más termékek értékesítését is végzi az Aldi, valamint ízesített kávék terén közös termékfejlesztésük is volt.

### Termékkör, értékesítés
A termékkör a kávék különböző formáira koncentrálódik, de nem kizáróan. A kínált kávék többsége koffeinmentes, édesítés nélküli. A kávéitalokból hetvenfélét kínálnak, megtalálható közte az összes jelentős „kávékonyha” (olasz, francia, japán, arab, amerikai, latin). Magas minőségű kávét használnak, amelyek különböznek a tömegkávétól. Különleges ízvilágúak, néhányat már kapszula formájában is árulnak. 2021 decemberében vezették b a kávézókban és a cég webshopján az első ízesítés nélküli Nespresso kompatibilis kapszulás "Espresso by Tamas Frei" kávét, melyet a firenzei Caffé Perseo inspirált.
A kávékon kívül szálas teákat, egészségitalokat, gyümölcs és fűszer főzeteket, jeges kávékat, házi limonádékat, shakeket is árusítanak. A kínálatban a forró csoki is megtalálható. Szénsavas üdítőitalokat (Sparkling Coffee vanília és a mangós változatú szénsavas kávé üdítőt) is értékesítenek, mind a kávézókban, mind pedig a magyarországi retail-üzletág helyeken.
Az italokon kívül pék- és cukrászsütemények, szendvicsek, sós termékek is szerepelnek a kínálatban. Ezeket is a saját üzemeinkben állítják elő. A kávémárkává válás része volt, hogy az addig csak kávézóban kapható termékeiket, üzletekben is elkezdték értékesíteni. Forgalmaznak szemes, őrölt, kapszulás, koffeinmentes kávét kis és nagy kiszerelésben, illetve szálas teákat és csomagolt desszerteket is.

## Kávézók

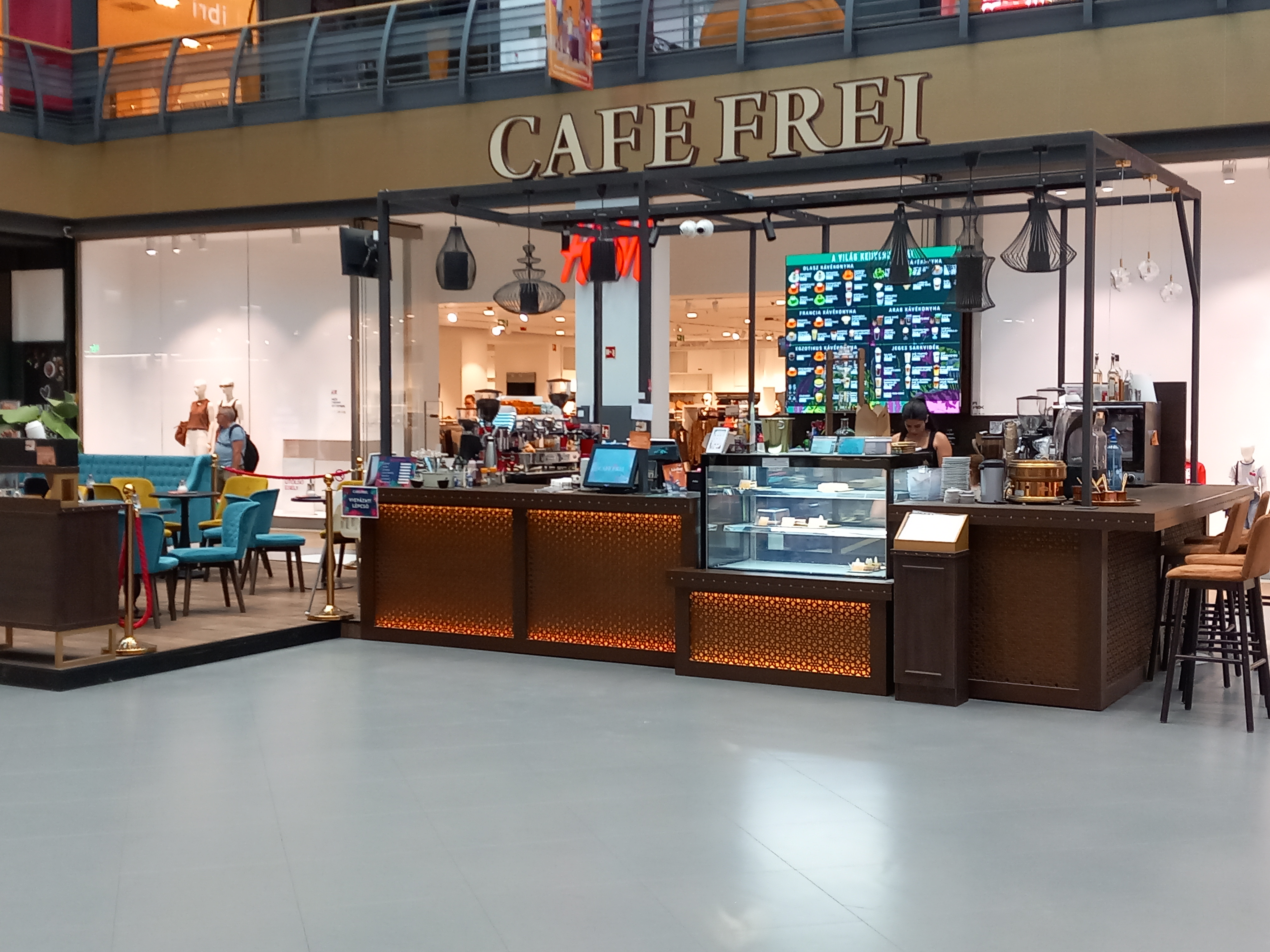

Budapesten nagyjából 35 helyen (2025 év) volt kávézó, amik jellemzően bevásárlóközpontokban és plazákban találhatóak. Továbbá van például a Liszt Ferenc repülőtéren, az Andrássy úton, vagy a Váci utcában is. A főváros vonzáskörzetében (Érd, Gödöllő, Veresegyház, Vecsés, Biatorbágy) is üzemelnek kávézók. A vidéki nyitások elsősorban a vármegyeszékhelyeken valósultak meg. Három vármegyeszékhelyeken (Szekszárd, Zalaegerszeg és Salgótarján) azonban nincs üzlet, a vidéki városok közül viszont megtalálható Sopronban, Siófokon, és Szécsényben. A korábbi Cafe Frei Zalaegerszeg 2024-ben bezárt és más néven folytatta az üzleti tevékenységét. 2025-ben Baján terveztek egy újabb kávézót nyitni.
A franchise-partnerekre vonatkozó követelmények között többek között az is szerepel, hogy a kávézónak forgalmas vagy városközponti helyen kell lennie, az optimális alapterület 90 és 150 négyzetméter közötti, továbbá lehetőleg egy nagyobb üvegportállal rendelkezzen a hely. A cég saját barista iskolájában végzi a baristák kiválasztását, betanítását és képzését.
2024-ben a vállalat 17 saját kávézót működtetett, a többi franchise-rendszerben folytatta tevékenységét.

### Külföldi terjeszkedés
A franchise-hálózat bővülése által a 2013-as év nemzetközi áttörést hozott, ekkor nyitották meg az első közép-európai kávézót Romániában. A 2020-as évek közepén 8 országban voltak jelen. Elsősorban a környező országok jelentősebb városaiban nyitottak egységeket. Romániában Nagyvárad és Csíkszereda településeken. Szlovákiában Kassán, illetve 2020-ban Komáromban nyitott egység, további kávézók Dunaszerdahelyen és Pozsonyban működnek. Ezen kívül Európában Horvátországban (Split, Rovinj, Zágráb és Pula), Ausztriában (Bécs) és Franciaországban (Nizza) is terjeszkedtek. 2022 áprilisban a neuchâtel-i tó partján, Yverdon-les-Bains településen egy svájci vállalkozó megnyitotta első svájci Cafe Frei-t.
A külpiaci terjeszkedést pilot üzletekkel indítják. Azonban voltak olyan országok is, ahol a helyi kávékultúrához nem illettek be, ezért nem lettek sikeresek, így be kellett zárniuk, ez volt a helyzet Írországban, Londonban és Svédországban.
Európán kívüli kávéházak nyitásaira Dubajban, majd Szaúd-Arábiában került sor. Frei Tamás szerint szükség van nyugat-európai terjeszkedésre, hogy a vállalkozás nemzetközileg is tovább fejlődjön, továbbá már 2021-ben tervbe volt a budapesti vagy a lengyel tőzsdére való kilépés.